# روبن سامبويزا
روبن سامبويزا (بالإسبانية: Rubens Sambueza)‏ (1 يناير 1984 بنيوكوين في الأرجنتين - ) هو لاعب كرة قدم مكسيكي وأرجنتيني في مركز الوسط. شارك مع منتخب الأرجنتين تحت 17 سنة لكرة القدم ومنتخب الأرجنتين تحت 20 سنة لكرة القدم. أما مع النوادي، فقد لعب مع ريفر بليت ونادي أمريكا ونادي أونيفرسيداد ناسيونال ونادي تيكوس ونادي فلامنغو.

## وصلات خارجية
- روبن سامبويزا على موقع الاتحاد الدولي (مؤرشف)  (الإنجليزية)
- روبن سامبويزا على موقع قاعدة بيانات كرة القدم.إي يو (الإنجليزية)
- روبن سامبويزا على موقع Soccerway.com (الإنجليزية)
- روبن سامبويزا على موقع عالم كرة القدم.نت (الإنجليزية)
- روبن سامبويزا على موقع AS.com (الإسبانية)